# Luis García Postigo
Luis Garcia Postigo (Cidade do México, 1 de junho de 1969) é um ex- futebolista 
profissional mexicano, atacante, disputou as Copas do Mundo de 1994 e 1998.

## Carreira
Luis Garcia Postigo representou a Seleção Mexicana de Futebol nas Olimpíadas de 1996.

## Título
Pumas UNAM
- Campeonato Mexicano: 1990–91
- Liga dos Campeões da CONCACAF: 1989

Seleção Mexicana:
Copa Ouro da CONCACAF: 1996
Individuais
- Artilheiro do Campeonato Mexicano 1990–91: (26 gols)
- Melhor Atacante do Campeonato Mexicano: 1990–91
- Artilheiro do Campeonato Mexicano 1991–92: (24 gols)
- Melhor Atacante do Campeonato Mexicano: 1991–92
- Artilheiro da Copa América 1995: (4 gols)
- Artilheiro do Torneio Inverno 1997: (12 gols)